# Nogata (Meteorit)
Koordinaten: 33° 43′ 30″ N, 130° 45′ 0″ O
Der Meteorit Nogata gilt als der weltweit früheste beobachtete Meteoritenfall, von dem heute noch Material vorhanden ist.

## Geschichte
Den Aufzeichnungen zufolge fiel der Meteorit nahe der heutigen Stadt Nōgata auf der Insel Kyūshū in Japan nieder. Er soll die Nacht zum Tage gemacht und nach einer fürchterlichen Explosion durch das Dach des im 7. Jahrhundert erbauten Shintō-Tempels Suga-Jinja gefallen sein. Verängstigte Dorfbewohner fanden einen seltsam schwarzen Stein in einem Loch auf dem Tempelboden. Als heiliger Gegenstand wurde er schließlich von dem zuständigen Priester in einer Holzschatulle aufbewahrt und mit dem Falldatum April 7, Jōgan 3 versehen, was nach Julianischem Kalender dem 19. Mai 861 entspricht.
Das Ereignis und der Meteorit gerieten im Lauf der Jahrhunderte in Vergessenheit und der Meteorit wurde erst 1979 durch einen Hinweis des Amateurastronomen T. Magome von japanischen Wissenschaftlern "wiederentdeckt", obwohl bereits 1922 der damalige Vorsteher der Bergbauschule Chikuho K. Yamada den Stein zu sehen bekam und dessen meteoritische Natur erkannte.
Neben der Zusammensetzung konnte das irdische Alter des Meteoriten durch Radiokarbondatierung der Holzschatulle innerhalb gewisser Fehlertoleranzen bestätigt werden.

## Klassifikation
Nachdem japanische Wissenschaftler 1979 vom Shintopriester M. Iwakuma die Erlaubnis bekamen, konnte der Meteorit genauer untersucht werden. Er ist 472 g schwer, allseits gerundet und von einer glasigen, braunschwarzen Kruste umgeben. Nogata ist als L6-Chondrit klassifiziert und enthält hauptsächlich die Mischkristalle Olivin und Hypersthen sowie verschiedene Orthopyroxene, namentlich das im Nogata nachgewiesene Olivin-Endglied Forsterit und das Hypersthen-Endglied Enstatit. Daneben konnten noch die Minerale Albit, Chlorapatit (siehe auch Apatitgruppe), Chromit, Troilit sowie gediegen Eisen und Kupfer nachgewiesen werden.